# Myosurus patagonicus
Myosurus patagonicus är en ranunkelväxtart som beskrevs av Carlos Luis Spegazzini. Myosurus patagonicus ingår i släktet råttsvansar, och familjen ranunkelväxter. Inga underarter finns listade i Catalogue of Life.